# آق‌بالیق (آلماتی)
آق‌بالیق (به قزاقی: Aqbalyq) یک منطقهٔ مسکونی در قزاقستان است که در شهرستان سرکند واقع شده‌است.